# Yante Maten
Yante Khaaliq Daiyann Maten (Pontiac, Míchigan, 14 de agosto de 1996) es un baloncestista estadounidense que pertenece a la plantilla del Hapoel Tel Aviv B.C. de la Ligat Winner. Con 2,06 metros de estatura, juega en la posición de ala-pívot.

## Trayectoria deportiva

### Universidad
Jugó cuatro temporadas con los Bulldogs de la Universidad de Georgia, en las que promedió 14,7 puntos, 6,9 rebotes y 1,6 tapones por partido. En su segunda temporada fue incluido en el segundo mejor quinteto de la Southeastern Conference, mientras que en las dos últimas lo fue en el primero. En 2018 además fue elegido por Associated Press como el Jugador del Año de la SEC.

#### Estadísticas
| Año     | Equipo  | PJ  | PT | MPP  | %TC  | %3P  | %TL  | RPP | APP | ROB | TPP | PPP  |
| ------- | ------- | --- | -- | ---- | ---- | ---- | ---- | --- | --- | --- | --- | ---- |
| 2014–15 | Georgia | 32  | 2  | 18.2 | .416 | .000 | .648 | 4.3 | .3  | .3  | 1.4 | 5.0  |
| 2015–16 | Georgia | 34  | 34 | 30.0 | .496 | .533 | .783 | 8.0 | .8  | .3  | 1.8 | 16.5 |
| 2016–17 | Georgia | 29  | 28 | 29.0 | .519 | .488 | .716 | 6.8 | 1.5 | .7  | 1.5 | 18.2 |
| 2017–18 | Georgia | 33  | 33 | 34.3 | .464 | .341 | .801 | 8.6 | 1.5 | .5  | 1.5 | 19.3 |
| Total   | Total   | 128 | 97 | 27.9 | .483 | .403 | .755 | 6.9 | 1.0 | .4  | 1.6 | 14.7 |

### Profesional
Tras no ser elegido en el Draft de la NBA de 2018, disputó con los Miami Heat las Ligas de Verano de la NBA, en las que jugó siete partidos en los que promedió 10,7 puntos y 5,6 rebotes. El 29 de julio firmó un contrato dual con los Heat y su filial en la G League, los Sioux Falls Skyforce.
El 20 de diciembre de 2020, firma por el Wonju DB Promy de la Liga de baloncesto de Corea, tras promediar 18 puntos y 8 rebotes por partido la temporada anterior con los Maine Red Claws.
El 23 de abril de 2022, firma por el Hapoel Tel Aviv B.C. de la Ligat Winner.

## Estadísticas de su carrera en la NBA

### Temporada regular
| Año     | Equipo | PJ | PT | MPP | %TC  | %3P  | %TL | RPP | APP | ROB | TPP | PPP |
| ------- | ------ | -- | -- | --- | ---- | ---- | --- | --- | --- | --- | --- | --- |
| 2018-19 | Miami  | 2  | 0  | 6.5 | .250 | .000 | -   | 1.5 | .0  | .5  | .0  | 1.0 |
| Total   | Total  | 2  | 0  | 6.5 | .250 | .000 | -   | 1.5 | .0  | .5  | .0  | 1.0 |

### Redes sociales
- Yante Maten en X (antes Twitter)
- Yante Maten en Instagram
- Yante Maten en Facebook

- Datos: Q47299742
- Multimedia: Yante Maten / Q47299742